# فرناندو گاویریا
فرناندو گاویریا (انگلیسی: Fernando Gaviria؛ زادهٔ ۱۹ اوت ۱۹۹۴) دوچرخه‌سوار اهل کلمبیا است.
از باشگاه‌هایی که در آن بازی کرده‌است می‌توان به تیم کوئیک‌استپ فلورز، تیم یوای‌ئی امارات، و تیم موویستار اشاره کرد.
وی در مسابقات کشوری و بین‌المللی در مجموع برندهٔ ۱۳ مدال طلا، ۶ مدال نقره شده‌است.